# Ludwig Schaschek
Ludwig Schaschek (* 9. August 1888 in Wien, Österreich-Ungarn; † 28. Jänner 1948 in Wien, Österreich) war ein österreichischer Kameramann.

## Leben
Nach seiner fotografischen Ausbildung in Wien ging er 1911 nach Paris, wo er für die führenden französischen Filmgesellschaften Pathé Frères und Gaumont als Kameramann arbeitete. Noch vor Ausbruch des Ersten Weltkriegs ging er jedoch zurück nach Österreich, um hier seine Tätigkeit fortzusetzen. So filmte er 1913 König Menelaus im Kino, ein experimenteller Film (Prinzip „Kinoplastikon“), der die Filmbesucher mit Hilfe von real anwesenden Schauspielern bei der Vorführung in die Filmhandlung miteinbeziehen wollte.
Während des Krieges war Schaschek vor allem für das k. u. k. Kriegspressequartier, Sektion Film, tätig, das vom österreichischen Filmproduzenten Sascha Kolowrat-Krakowsky geleitet wurde. 1919 kehrte Schaschek zum Spielfilm zurück und wurde in den kommenden zehn Jahren zu einem der bestbeschäftigten Kameramänner Österreichs. Mit Anbruch des Tonfilmalters wandte er sich vom Film ab und ging wieder seiner erlernten Tätigkeit als Standfotograf nach, etwa 1935 bei der Filmoperette Im weißen Rößl.

## Filmografie (Auswahl)
- 1913: König Menelaus im Kino
- 1914: Die ideale Filmerzeugung (Dokumentarkurzfilm)
- 1916: Der Nörgler
- 1917: Der Brief einer Toten
- 1919: Der Idiot
- 1920: Der Todesweg auf den Piz Palü
- 1922: Die Hölle von Barballo
- 1924: Die Tochter der Frau von Larsac
- 1925: Ein Walzer von Strauß
- 1926: Der Rosenkavalier
- 1926: Die Königin vom Moulin Rouge
- 1927: Infanterist Wamperls dreijähriges Pech
- 1929: Die weiße Nacht